# وست یونین (مینه‌سوتا)
وست یونین، مینه‌سوتا (به انگلیسی: West Union, Minnesota) یک شهر در ایالات متحده آمریکا است که در شهرستان تاد واقع شده‌است.

## خصوصیات
وست یونین ۱٫۰۹ کیلومترمربع مساحت و ۱۱۱ نفر جمعیت دارد و ۴۰۸ متر بالاتر از سطح دریا واقع شده‌است.